# Richard Webb (actor)
Richard Webb (9 de septiembre de 1915–19 de junio de 1993) fue un actor radiofónico, cinematográfico y televisivo estadounidense.

## Biografía
Nacido en Bloomington, Illinois, actuó en más de cincuenta películas, entre ellas muchos títulos de géneros western y negro como La mujer de mi pasado / Retorno al pasado / Traidora y mortal (Out of the Past, 1947), Mil ojos tiene la noche (Night Has a Thousand Eyes, 1948), El reloj asesino (The Big Clock, 1948), I Was a Communist for the FBI (1951) y Carson City (1952).
Hoy en día puede ser más recordado por su trabajo en la serie televisiva de la década de 1950 Captain Midnight, basada en un programa radiofónico de larga trayectoria y con el mismo título. En 1958 fue artista invitado con el papel de James Foster en el docudrama de Bruce Gordon sobre la Guerra Fría Behind Closed Doors, y en 1954 Webb interpretó al notorio criminal John Wesley Hardin en un episodio del programa western interpretado por Jim Davis Stories of the Century.
Otro papel destacado de Webb fue el de teniente comandante Ben Finney en el episodio de Star Trek: la serie original "Court Martial". Además, en 1959 fue Don Jagger, el protagonista de la serie televisiva Border Patrol. 
En los años setenta Webb se dedicó a la escritura, publicando cuatro libros dedicados a los fenómenos psíquicos. 
Richard Webb se suicidó en 1993 en Van Nuys (California). Se encontraba afectado por una enfermedad de larga duración. Sus restos fueron incinerados, y las cenizas entregadas a sus allegados.